# Igor Dobrovolski
Igor Ivanovich Dobrovolski ou  Ihor Ivanovych Dobrovols'kyi - respectivamente, em russo, Игорь Иванович Добровольский e, em ucraniano, Ігор Іванович Добровольский (Markovo, 27 de agosto de 1967) - é um ex-futebolista e treinador de futebol ucraniano e russo, campeão olímpico em Seul 1988.

## Carreira
Nascido próximo de Odessa, mudou-se criança para Chişinău (também conhecida como Kishinev), capital da então RSS da Moldávia. Lá, aos 17 anos, começou a carreira, no Nistru Chişinău. Acabaria considerado um filho adotivo da Moldávia.
Em 1986, já pertencia ao Dínamo Moscou, da capital russa, clube pelo qual integrou a seleção soviética nas Olimpíadas de 1988 - onde foi campeão, vice-artilheiro (com um gol a menos que Romário) e autor do gol de empate na final contra o Brasil - e na Copa de 1990.
Saiu do Dínamo em 1990 e rodou por Servette, Olympique, Genoa e Atlético de Madri, dentre outros. Encerrou a carreira em 2006, aos 39 anos, de volta à agora independente Moldávia, onde acumulava funções de jogador e técnico do Tiligul Tiraspol (da Transnístria). Era uma retomada da carreira de jogador, interrompida em 1999.
Após o fim da União Soviética, Dobrovolski jogou a Eurocopa de 1992 pela seleção da CEI (onde marcou o único gol da equipe na competição). Enquanto a CEI se preparava para a Euro, a recém-criada seleção ucraniana realizava suas primeiras três partidas, ainda desfalcadas com jogadores ocupados com a equipe da CEI. A falta de recursos da nascente Associação Ucraniana de Futebol limitava os convocados a quem atuasse no próprio campeonato ucraniano. Como a Ucrânia e outras nações recém-independentes não poderiam participar das eliminatórias à Copa do Mundo FIFA de 1994, ao contrário da seleção russa, muitos jogadores nascidos fora da Federação Russa optaram por defenderem-na, enquanto outros tomaram a mesma decisão por se sentirem identificados etnicamentes como russos - era o caso de Dobrovolski, que chegou a limitar a influência ucraniana ao seu sotaque no idioma russo.
Contudo, ele não iria ao Mundial dos EUA, por ser um dos astros que boicotaram o técnico Pavel Sadyrin, julgado como defasado pelos jogadores rebeldes. Eventualmente, esteve entre os convocados para a Euro 96 (quando os russos foram comandados por Oleg Romantsev) e nas eliminatórias à Copa do Mundo FIFA de 1998.
Depois de pendurar as chuteiras, iniciou-se como treinador ao comandar a Seleção Moldávia, em 2007 aonde ficou durante dois anos. em seguida comandou equipes moldavas e russas, até retornar ao comando da Seleção Moldávia.